# بازی تاج‌وتخت (فصل ۸)
فصل هشتم و نهایی سریال خیال‌پردازی حماسی بازی تاج‌وتخت توسط شرکت اچ‌بی‌او در ژوئیه ۲۰۱۶ سفارش داده شد. برخلاف فصل‌های پیشین این سریال که هر فصل از ده قسمت تشکیل شده بود و فصل ۷ که شامل ۷ قسمت بود، فصل هشتم متشکل از ۶ قسمت است و از تاریخ ۱۴ آوریل ۲۰۱۹ پخش آن آغاز گردید و در تاریخ ۱۹ مهٔ ۲۰۱۹ آخرین قسمت از این مجموعه منتشر شد.
در این فصل تیتراژ آغازین سریال که به صورت دیجیتال تهیه شده است، بر خلاف فصل‌های پیشین علاوه بر تغییرات در نمایش مکان‌هایی که داستان‌های هر فصل از سریال در آن روی می‌دهد، مشمول به‌روزرسانی جدی در جزئیات و نحوهٔ نمایش جابه‌جایی مابین مکان‌ها نیز شده‌است.
فیلمبرداری این فصل به‌طور رسمی در ۲۳ اکتبر ۲۰۱۷ آغاز شد و در ژوئیهٔ ۲۰۱۸ به پایان رسید. فیلمنامه ۴ قسمت از این فصل نیز توسط دیوید بنیاف و دی. بی. وایس بر اساس نوشتهٔ جرج آر. آر. مارتین تهیه شده‌است. در پایان کنفرانس خبری سریال بازی تاج‌وتخت در فستیوال جنوب از جنوب غربی دیوید بنیاف تأیید کرد که فصل هشتم سریال مذکور در قالب ۶ اپیزود پخش خواهد شد.

## قسمت‌ها
| شم. کلی | شم. در فصل | عنوان                | کارگردان                  | نویسنده                    | تاریخ انتشار اصلی | ایالات متحدهٔ آمریکا تعداد بیننده (میلیون) |
| --- | ---------- | -------------------- | ------------------------- | -------------------------- | ----------------- | ----------------------------------------- |
| ۶۸ | ۱          | «وینترفل»            | دیوید ناتر                | دیو هیل                    | ۱۴ آوریل ۲۰۱۹     | ۱۱٫۷۶                                     |
| جان اسنو و دنریس تارگرین به همراه ارتش او وارد وینترفل شده و از شکسته شدن دیوار و عبور وایت‌واکرها از آن مطلع می‌شوند. در پاسخ، لردهای شمال و متحدان آنها در اطراف وینترفل جمع می‌شوند، هرچند آن‌ها به دنریس و لنیسترها مشکوک هستند. از آن سو در کینگ‌لندینگ، سرسی نگران شکسته شدن دیوار نیست، و یورون که به همراه ارتش طلایی بازگشته است تلاش می‌کند تا سرسی را به رابطه جنسی با او متقاعد کند. در ازای پول، برون تصمیم به کشتن تیریون و جیمی لنیستر گرفته‌است. تیان با آتش زدن ناوگان یورون اقدام به آزاد کردن یارا می‌کند و سپس روانهٔ وینترفل می‌شود. در وینترفل، جان به نزد آریا و برن می‌رود در حالی که سانسا همچنان به دنریس مشکوک است. سم مطلع می‌شود که پدر و برادرش توسط دنریس کشته شده‌اند و از این روی خشمگین است. سم همچنین با جان در مورد هویت واقعی او به عنوان فرزند لیانا استارک و ریگار تایگرین و وارث واقعی بودن تخت آهنین سخن می‌گوید. تورموند و بریک به وجود یک قلعه ویران شده پی می‌برند و با اِد و اعضای نگهبانان شب روبرو می‌شوند؛ ساکنان این قلعه، خاندان آمبر، و خود قلعه توسط شاه شب از بین برده شده‌اند. جیمی لنیستر وارد وینترفل می‌شود و با برن استارک روبه‌رو می‌شود. |            |                      |                           |                            |                   |                                           |
| ۶۹ | ۲          | «شوالیه هفت پادشاهی» | دیوید ناتر                | بریان کاگمن                | ۲۱ آوریل ۲۰۱۹     | ۱۰٫۲۹                                     |
| با ضمانت برین تارث و علی‌الرغم عدم اعتماد دنریس و سانسا، جیمی به ارتش دنریس و استارک‌ها در وینترفل می‌پیوندد. تیریون به علت محاسبات غلط خود در پیوستن ارتش سرسی به آن‌ها در نگاه دنریس بی‌اعتبار می‌شود و با وساطت جورا مورمنت طلب بخشش می‌کند. دنریس تلاش می‌کند تا بر اساس علاقه مشترکشان به جان، با سانسا روابط خوبی را ایجاد کند اما در پاسخ به سؤال سانسا در خصوص سرنوشت شمال پس از پایان جنگ و آغاز سلطنت دنریس، ناتوان می‌ماند. جیمی از برن به علت پرت کردنش از بالای قلعه عذرخواهی می‌کند و برن نیز قبول می‌کند. تیان گریجوی به وینترفل می‌آید تا در کنار شمالی‌ها مبارزه کند. تورموند جاینتسبین، اد و بریک به وینترفل می‌آیند و خبر سقوط خاندان آمبر را به جان اسنو می‌دهند و زمان رسیدن ارتش مردگان به وینترفل را طلوع روز بعد می‌دانند. طی جلسه‌ای تاکتیک جنگی و آرایش نظامی را مرور می‌کنند و برن استارک پیشنهاد می‌دهد که خود را طعمه‌ای برای کشتن شاه شب قرار دهد زیرا که شاه شب در پی کشتن برن به عنوان کلاغ سه‌چشم است و با مرگ شاه‌شب تمامی ارتش مردگان که او جان دوباره یافته‌اند خواهند مرد. درحالی که تیریون لنیستر به همراه جیمی گفتگو می‌کنند، لیدی برین و پادریک وارد می‌شود و پس از آن سر داووس و تورموند نیز به جمع ملحق می‌شوند، تورموند از توانمندی خود در کشتن یک غول و نوشیدن شیر از سینه زن آن غول به مدت سه ماه می‌گوید و در تلاش است تا نظر برین را به خود جلب کند، جیمی به عنوان یک شوالیه برین را شوالیه هفت پادشاهی می‌کند و پس از آن پادریک شروع به خواندن آواز می‌کند. گندری اسلحه سفارشی آریا استارک را که ساخته‌است به او می‌دهد، آریا به دلیل امکان مرگ در جنگ روز بعد به دنبال تجربه لذت معاشقه با او به معاشقه می‌پردازند. دنریس تارگرین در پی کم‌توجهی‌های جان در این چند روز به او، به سردابه می‌رود در حالی که جان اسنو در کنار مزار لیانا استارک ایستاده‌است. جان به دنریس می‌گوید که فرزند لیانا و ریگار تارگرین و نام اصلی او ایگان تارگرین است. در همین حال شیپور به صدا در می‌آید و ارتش مردگان به وینترفل می‌رسد. |            |                      |                           |                            |                   |                                           |
| ۷۰ | ۳          | «شب دراز»            | میگل سپاچنیک              | دیوید بنیاف و دی. بی. وایس | ۲۸ آوریل ۲۰۱۹     | ۱۲٫۰۲                                     |
| سرانجام ارتش زندگان با سپاه مردگان در میدان نبرد دیدار می‌کند، اما میدان به سرعت با تعداد زیادی از سپاه مردگان لبریز می‌شود و اِد در حین نجات سمول جان خود را از دست می‌دهد. ارتش زندگان عقب‌نشینی می‌کند و خندق اطراف قلعه توسط ملیساندر آتش زده می‌شود تا پیش قراول‌های سپاه مردگان را کند نماند. دنریس و جان سوار بر اژدها با شاه شب درگیر می‌شوند و سپاه مردگان نیز تلاش می‌کنند تا بر دیوار آتش فائق شوند و به دیوار قلعه وینترفل دست یابند. با وجود مرگ لیانا مورمنت و بِریک، ارتش زندگان به سرعت در حال متلاشی شدن است. جان موفق می‌شود تا شاه شب را به زمین بزند و دنریس با آتش اژدها به او حمله می‌کند اما شاه شب در برابر آتش مقاوم است و کشته‌شدگان قلعه را بیدار می‌کند تا برای او بجنگند. مردگان در سرداب وینترفل بیدار شده و به افرادی که در سرداب پناه گرفته بودند حمله می‌کنند. دنریس از اژدها پیاده می‌شود و جورا علی‌الرغم زخمهای فراوان از او دفاع می‌کند. شاه شب برای کشتن برن استارک به باغ‌خدایان (به انگلیسی: Godswood) می‌رود، و تیان در دفاع از برن می‌میرد. آریا که در کمین شاه شب است با او درگیر می‌شود و سرانجام او را با خنجری از فولاد والیرین که پیش‌تر برادرش برن به او داده بود، می‌کشد و در پی آن تمام سپاه مردگان نابود می‌شود. ملیساندر که به عهد خود وفا کرده به سمت برف می‌رود و از کهولت سن می‌میرد. |            |                      |                           |                            |                   |                                           |
| ۷۱ | ۴          | «آخرین استارک‌ها»     | دیوید ناتر                | دیوید بنیاف و دی.بی. وایس  | ۵ مه ۲۰۱۹         | ۱۱٫۸۰                                     |
| بازماندگان نبرد به عذاداری پرداخته و اجساد مردگان را می‌سوزانند. دنریس گندری را به عنوان عضوی از خاندان براتیون به رسمیت می‌شناسد و او را لرد استورمز اند اعلام می‌کند. آریا پیشنهاد گندری برای ازدواج را رد می‌کند. جیمی و برین به معاشقه می‌پردازند. برای حفاظت از موقعیتش به عنوان ملکه، دنریس از جان می‌خواهد تا از هویت واقعی‌اش چشم‌پوشی کند. بران به شمال می‌آید تا طبق عهدش با سرسی، برادرانش جیمی و تیریون را بکشد اما در ازای وعده حکمرانی بر هایگاردن از این کار صرف نظر می‌کند. دنریس تصمیم می‌گیرد تا فوراً به کینگز لندینگ حمله کند اما مشاورانش با او مخالفت می‌کنند. جان هویت اصلی‌اش را برای سانسا و آریا آشکار می‌کند و از آن‌ها می‌خواهد تا سوگند بخورند که این حقیقت به عنوان یک راز بین آن‌ها می‌ماند. سانسا که جان را لایق پادشاهی می‌داند، این راز را برای تیریون افشا می‌کند و او نیز واریس را از این موضوع باخبر می‌سازد. آریا وینترفل را ترک کرده و به سندور می‌پیوندد تا به جنوب برود. جان دایرولف خود گوست را به تورموند می‌دهد تا به همراه وحشی‌ها به شمال برود. دنریس و ناوگانش به سمت کینگز لندینگ می‌روند و جان نیز ارتش شمال را رهبری می‌کند. در زمان رسیدن به دراگون‌استون، دنریس تحت حمله ناوگان یورون گریجوی قرار می‌گیرد و اژدهایش ریگال را از دست می‌دهد. ناوگان وی در جنگ با یورون تخریب می‌شود و ندیمه‌اش میساندی گروگان گرفته می‌شود. دنریس احتمال حمله به کینگز لندینگ با آتش اژدها را در سر می‌پروراند. واریس و تیریون بر سر انتخاب فرمانروای بهتر بین جان و دنریس به مناقشه می‌پردازند. جیمی پس از مطلع شدن از حمله سرسی به سمت کینگز لندینگ روانه می‌شود. سرسی تقاضای دنریس مبنی بر تسلیم شدن را نادیده می‌گیرد و دستور اعدام میساندی را صادر می‌کند که سبب برافروخته شدن دنریس می‌شود. |            |                      |                           |                            |                   |                                           |
| ۷۲ | ۵          | «ناقوس‌ها»            | میگل سپاچنیک              | دیوید بنیاف و دی.بی. وایس  | ۱۲ مه ۲۰۱۹        | ۱۲٫۴۸                                     |
| واریس می‌خواهد که جان تخت آهنین را تصاحب کند، اما وی احتمال خیانت به دنریس را رد می‌کند. بعد از پی بردن به نقشه واریس به واسطه تیریون، دنریس با اژدهایش واریس را زنده می‌سوزاند. دنریس تصمیم به نابودی کینگز لندینگ می‌گیرد، اما تیریون ترتیبی می‌دهد تا جیمی وارد شهر شده و مخفیانه سرسی را از وستروس خارج کند. هنگامی که جیمی، آریا و سندور در تلاش‌اند تا وارد شهر شوند، دنریس با اژدهایش ناوگان آهنین، کمان‌ها، دروازه‌های شهر و اکثر ارتش طلایی را نابود می‌کند تا به ارتشش فرصت ورود به شهر را بدهد. نیروهای لنیستر تحت محاصره دشمن تسلیم می‌شوند، اما دنریس مغلوب خشم خود شده و با اژدهایش به شهر حمله می‌کند و سربازان و شهروندان را به آتش می‌کشد. ارتش متحد او را دنبال کرده و تمامی افراد سر راهشان را سلاخی می‌کنند و این باعث وحشت تیریون و جان می‌شود. بعد از ورود به قلعه سرخ، جیمی یورون را می‌کشد اما به شدت زخمی می‌شود. سندور آریا را قانع می‌کند تا از کشتن سرسی صرف نظر کند و خودش را نجات بدهد. وی سپس با برادرش روبه‌رو می‌شود و در نهایت هردوی آن‌ها با سقوط به درون شعله‌های آتش می‌میرند. سرسی و جیمی یکدیگر را پیدا می‌کنند و تلاش می‌کنند تا فرار کنند اما زیر آوار قلعه زنده‌به‌گور می‌شوند. جان دستور به عقب‌نشینی می‌دهد و تعدادی از مردم از خرابه‌های کینگز لندینگ فرار می‌کنند. در حین تخریب شهر، آریا به سختی جان خود را نجات می‌دهد. |            |                      |                           |                            |                   |                                           |
| ۷۳ | ۶          | «تخت آهنین»          | دیوید بنیاف و دی.بی. وایس | دیوید بنیاف و دی.بی. وایس  | ۱۹ مه ۲۰۱۹        | ۱۳٫۶۰                                     |
| پس از آن که کینگز لندینگ تقریباً نابود می‌شود، گری ورم تمامی سربازان اسیر شده را به دستور دنریس اعدام می‌کند. تیریون اجساد جیمی و سرسی را در خرابه‌های قلعه سرخ پیدا می‌کند. دنریس ارتش آنسالید و دوتراکی را مقابلش جمع می‌کند و اعلام می‌کند که قصد آزادسازی تمام دنیا را دارد. در پاسخ به استبداد دنریس، تیریون از مقامش به عنوان مشاور دنریس برکناری می‌کند. وی سپس بازداشت می‌شود تا سرانجام اعدام شود. با این باور که دنریس در نهایت جان و سانسا را می‌کشد، آریا و تیریون به جان هشدار می‌دهند که سرنوشت وستروس در دست‌های اوست. جان با دنریس روبه‌رو می‌شود و پس از در آغوش گرفتن و بوسیدنش وی را با خنجری به قتل می‌رساند. اژدهای دنریس تخت آهنین را ذوب می‌کند و جسد دنریس را با خود به دوردست‌ها می‌برد. تیریون پیشنهاد می‌دهد که فرمانروایان آینده وستروس توسط اشراف عالی‌رتبه انتخاب شوند و از موروثی کردن تخت پرهیز شود. به استثنای سانسا که استقلال شمال را طلب می‌کند، سایر لردها پیشنهاد تیریون را قبول کرده و برن را به عنوان فرمانروای شش پادشاهی انتخاب می‌کنند. برن تیریون را به عنوان مشاور اعظم برمی‌گزیند و جان را بنابر درخواست پیروان دنریس مجازات کرده و به شمال تبعید می‌کند. گری ورم به همراه ارتش آنسالید به جزایر ناث می‌روند. تیریون شورای پادشاهی – برین، داوس، بران و سم – را جمع می‌کند تا با همفکری کینگز لندینگ را از نو بسازند. سانسا ملکه شمال می‌شود. آریا با کشتی به دریای ناشناخته غرب وستروس سفر می‌کند. در قلعه سیاه، جان به تورموند و گوست ملحق می‌شود و همراه وحشی‌ها به شمال دیوار می‌رود. |            |                      |                           |                            |                   |                                           |

## بازیگران

### بازیگران اصلی

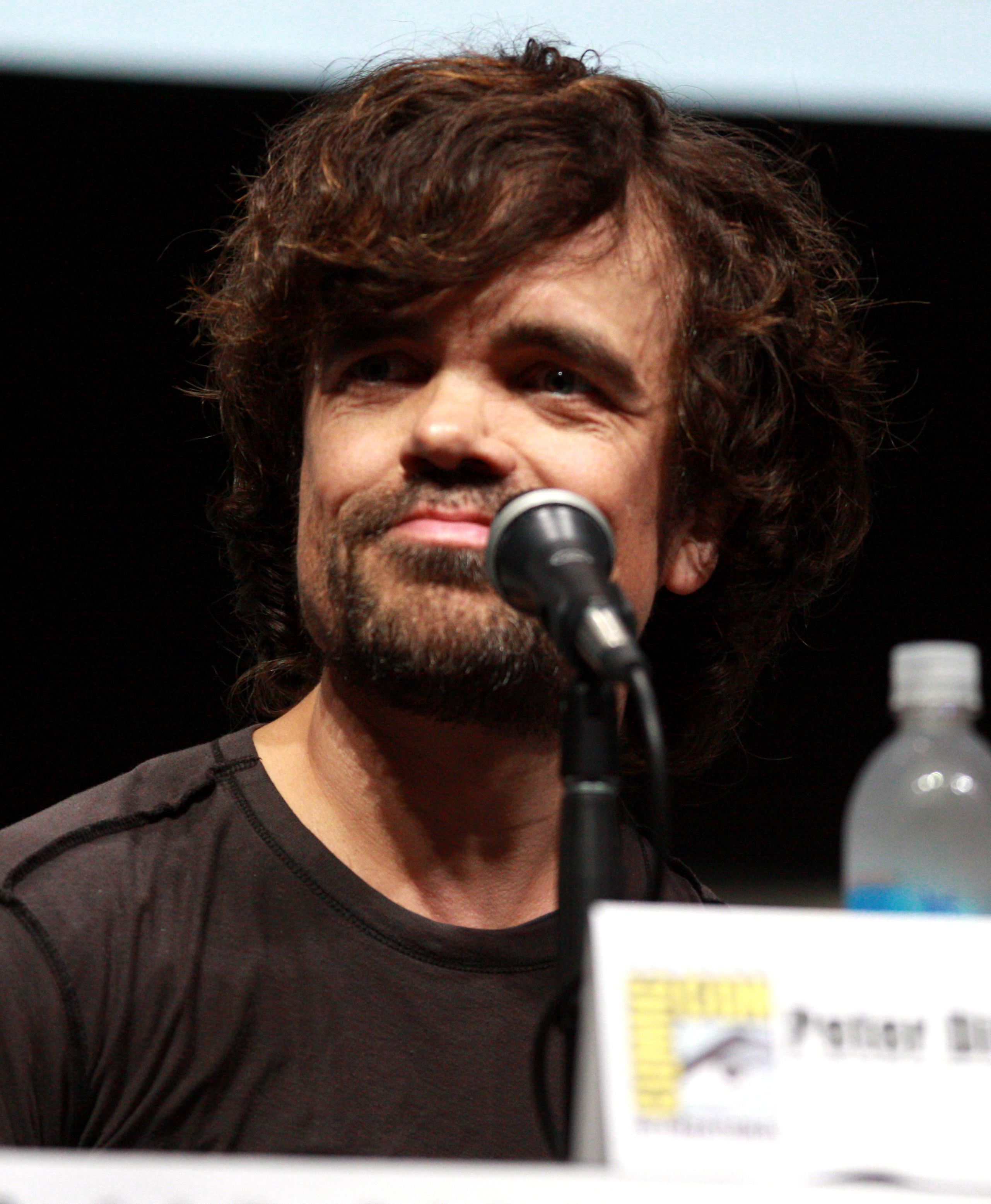
پیتر دینکلیج (تیریون لنیستر)
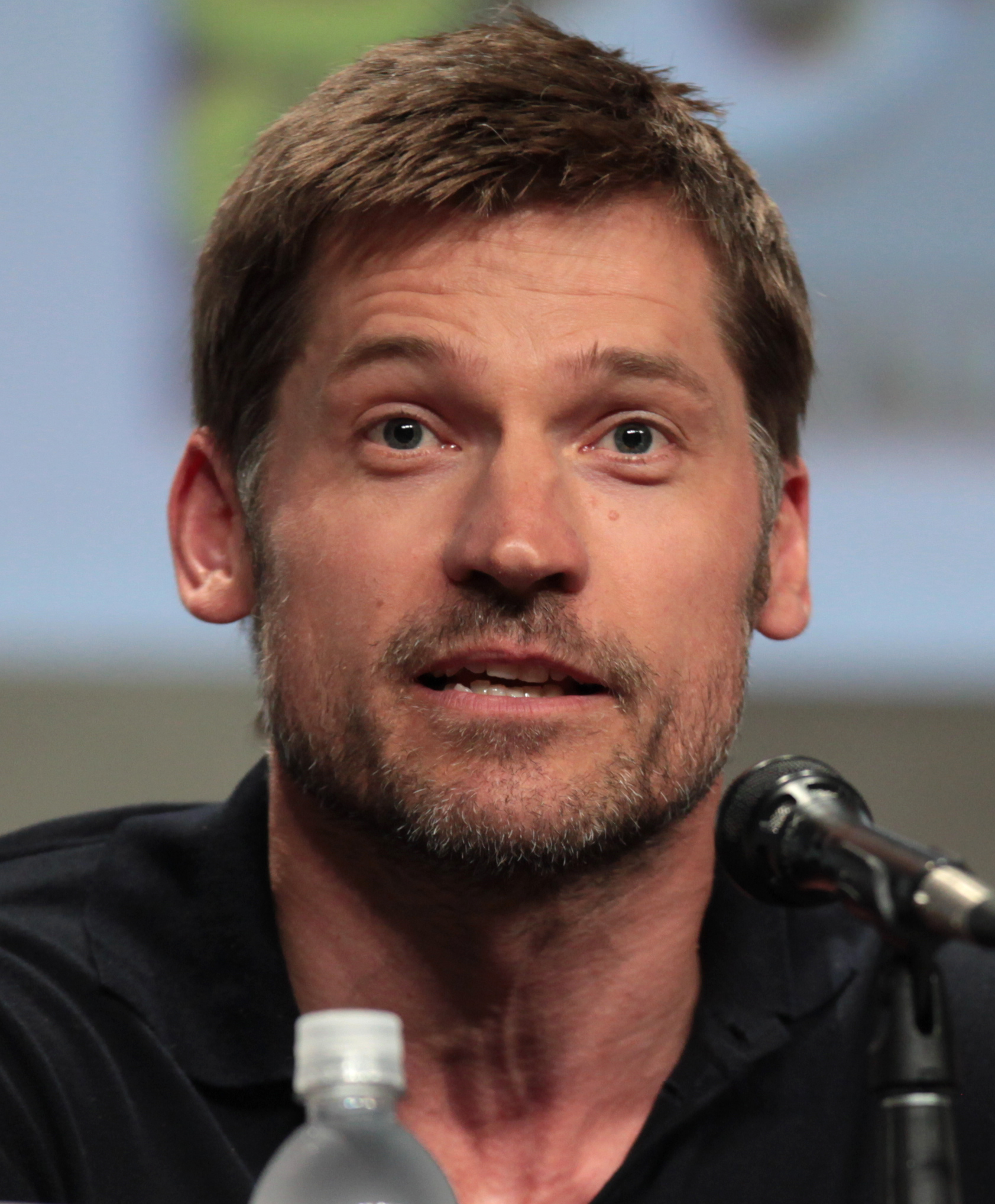
نیکولای کاستر-والدو (جیمی لنیستر)
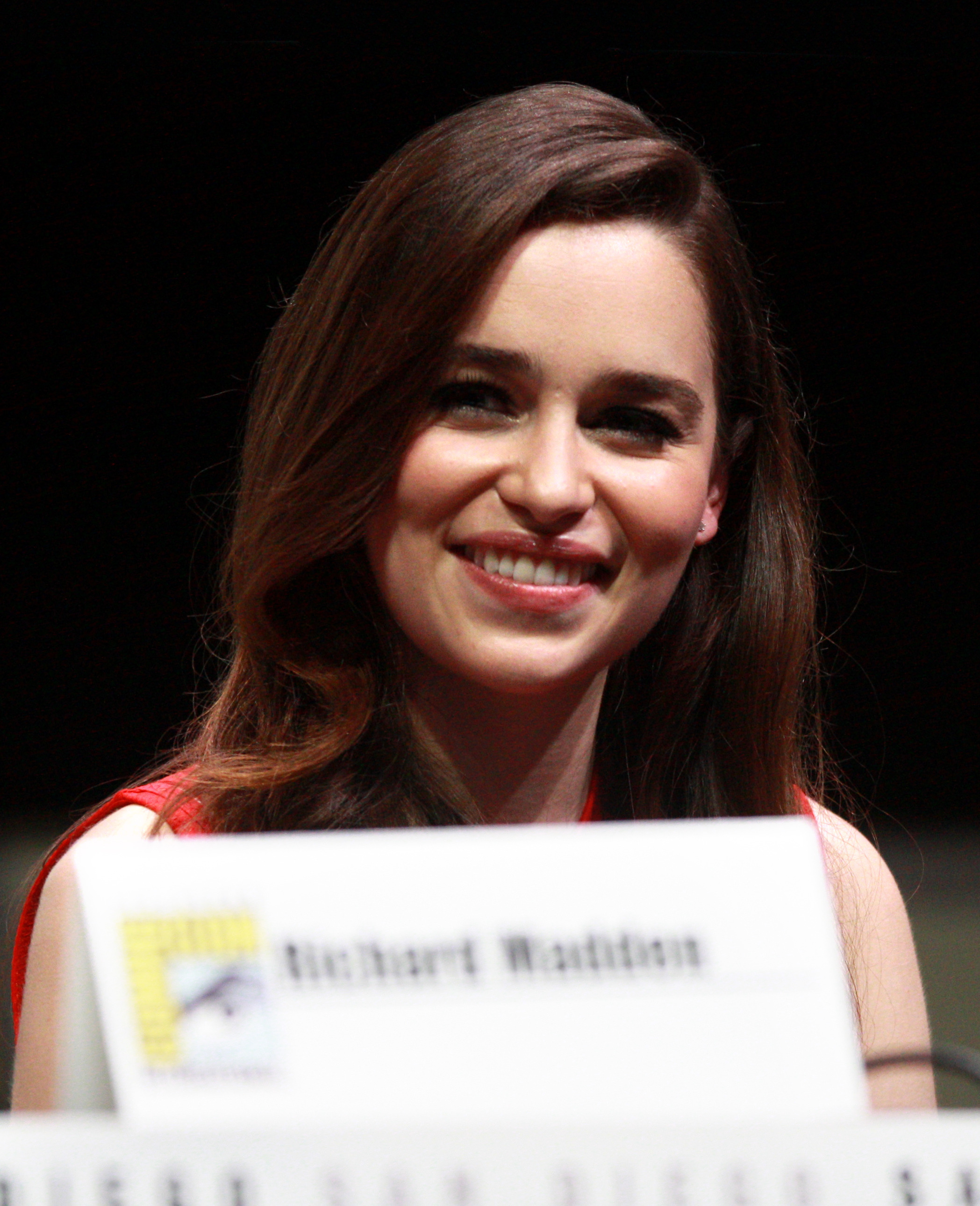
امیلیا کلارک (دنریس تارگرین)
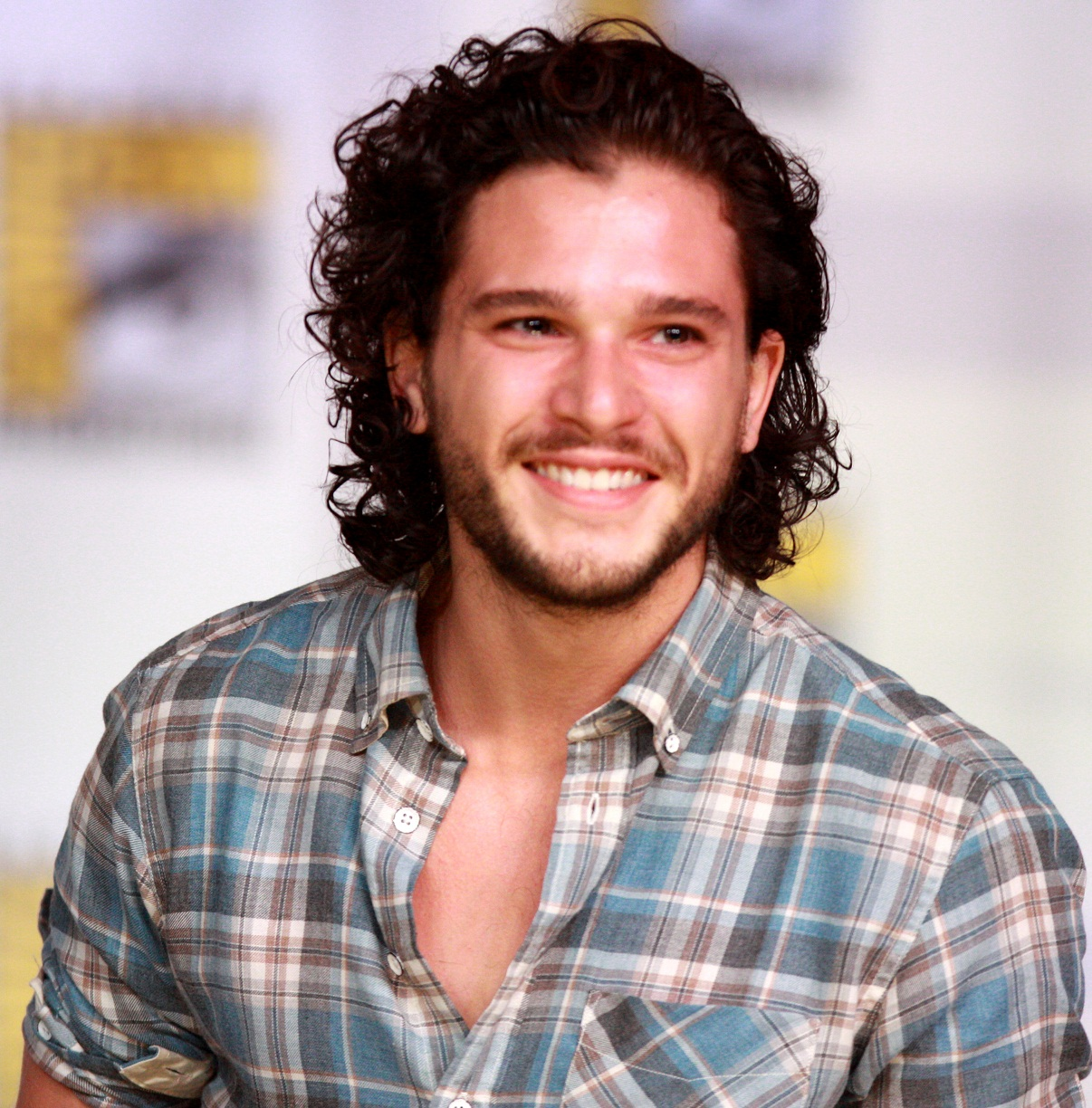
کیت هرینگتون (جان اسنو)
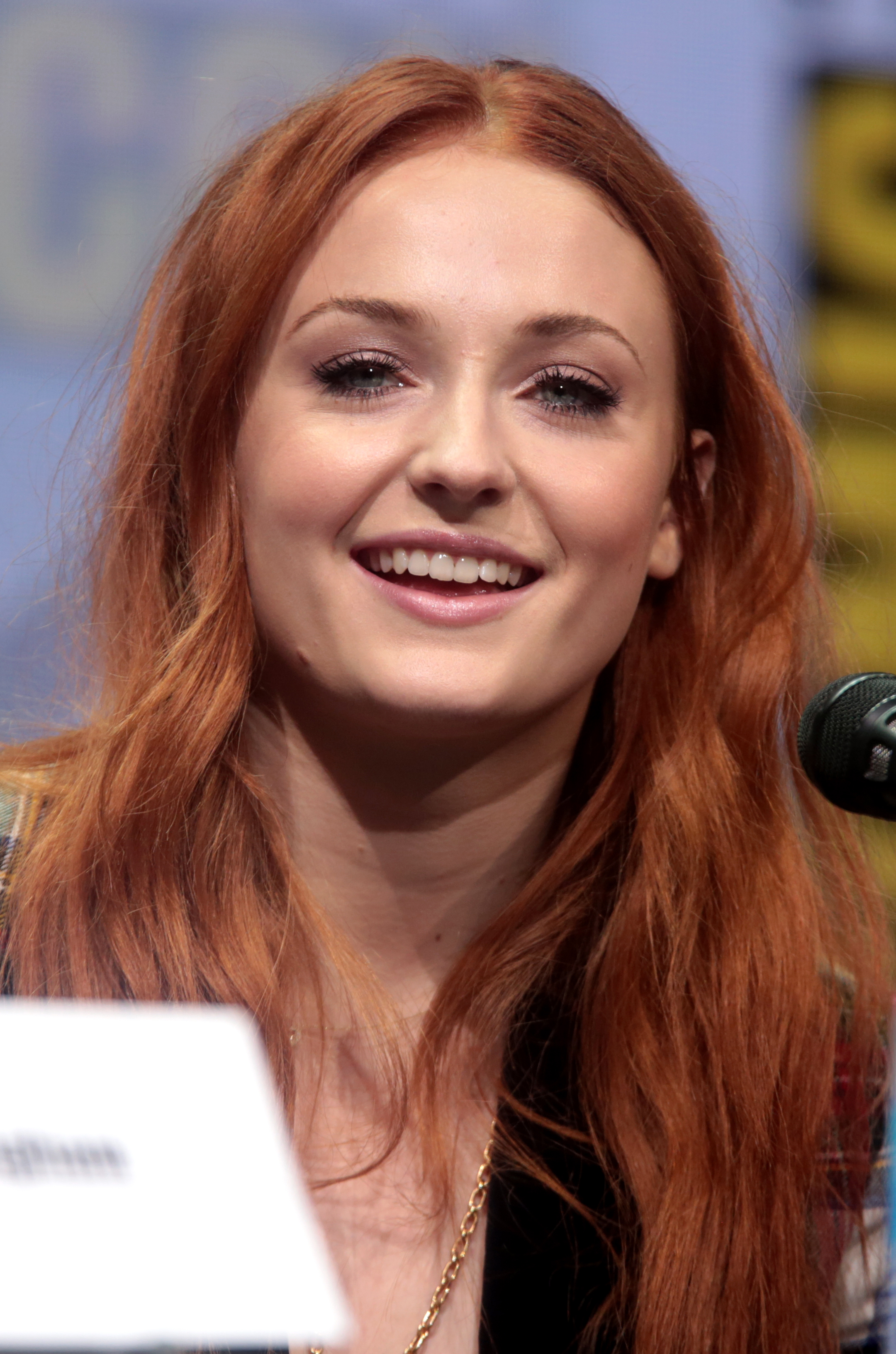
سوفی ترنر (سانسا استارک)
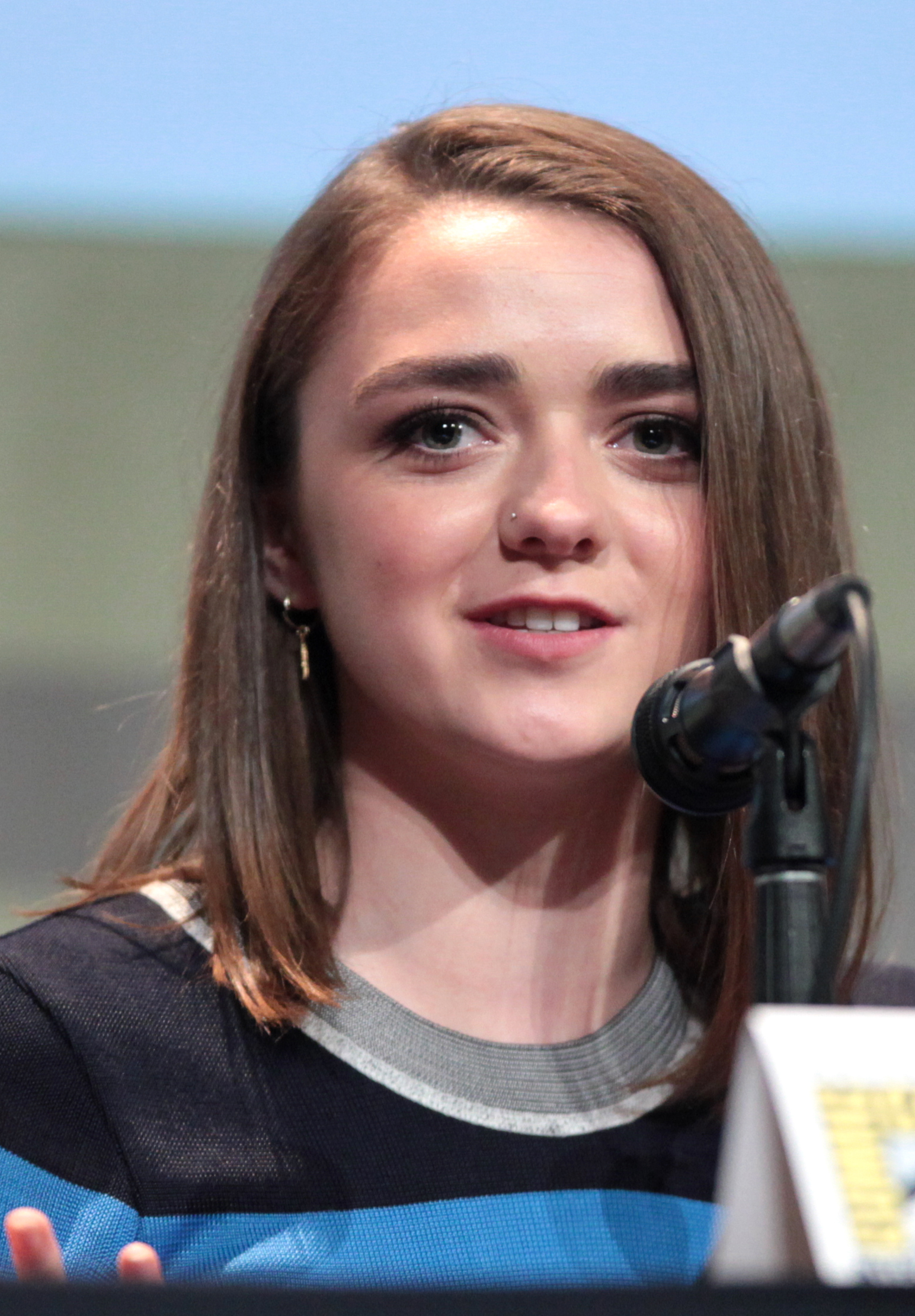
میسی ویلیامز
(آریا استارک)

- پیتر دینکلیج در نقش تیریون لنیستر
- نیکولای کاستر-والدو در نقش جیمی لنیستر
- لینا هیدی در نقش سرسی لنیستر
- امیلیا کلارک در نقش دنریس تارگرین
- کیت هرینگتون در نقش جان اسنو
- سوفی ترنر در نقش سانسا استارک
- میسی ویلیامز در نقش آریا استارک
- لیام کانینگهام در نقش داوس سی‌ورث
- کاریس فن هاوتن در نقش ملیساندر
- ناتالی امانوئل در نقش میساندی
- آلفی آلن در نقش تیان گریجوی
- جان بردلی-وست در نقش سمول تارلی
- ایزاک همپستد رایت در نقش برن استارک
- گوئندولین کریستی در نقش برین تارث
- کنلت هیل در نقش واریس
- روری مک‌کین در نقش سندور کلگین
- جروم فلین در نقش برون
- کریستوفر هیویو در نقش تورموند جاینتسبین
- جو دمپسی در نقش گندری
- جیکوب اندرسون در نقش گری وُرم
- هانا موری در نقش گیلی
- ایان گلن در نقش جورا مورمنت

## بازخوردها

### تماشاگران
قسمت سوم این فصل با استقبال بسیار خوبی مواجه شده و حدود ۱۲٫۰۲ میلیون بیننده این قسمت را در زمان اولین پخش تماشا کردند که پس از قسمت پایانی فصل هفتم سریال بازی تاج و تخت با ۱۲٫۰۷ میلیون بیننده، در رتبه دوم پربیننده‌ترین قسمت این مجموعه و شبکه اچ‌بی‌او قرار گرفت.
فصل ۸ این سریال، حواشی و جنجال‌های بسیاری را در فضای مجازی به راه انداخت. تاکنون بیش از ۱٬۵ میلیون نفر خواستار تجدید ساخت (بازسازی) فصل ۸ سریال بازی تاج‌وتخت شده‌اند. عمدتاً این اعتراض‌ها مربوط به نحوه خط داستانی سریال، شخصیت پردازی ضعیف، و عدم وفاداری به کتاب است.

### منتقدان
در وب سایت متاکریتیک فصل هشتم سریال بر اساس قسمت اول آن نمره ۷۴ از ۱۰۰ را به استناد ۱۲ نقد کسب کرده‌است که نشان دهنده «نقدهای مطلوب» بوده‌است، و در وب سایت راتن تومیتوز با اخذ ۵۸٪ آرای مثبت منتقدان نمره ۶٫۶ از ۱۰ را کسب نموده‌است.